# Сгро, Никола
Никола Сгро (итал. Nicola Sgrò; 14 мая 1937, Реджо-Калабрия, королевство Италия — 21 марта 2019) — итальянский композитор и дирижёр.

## Биография
Никола Сгро родился 14 мая 1937 года в Реджо-Калабрия, в королевстве Италия. Учился у Франко Феррары, в 1957 году дебютировал в качестве дирижёра в Зала Борромини в Риме.
Окончил консерваторию имени Джузеппе Верди в Турине по классу композиции. Учился в Моцартеуме — консерватории в Зальцбурге, где его учителями были Эрих Лайнсдорф, Ловро фон Матачич, Герберт фон Караян.
Работал ассистентом у Джорджо Фаваретто в Академии Святой Цецилии в Риме и в Академии Киджи в Сиене. Возглавлял Музыкальный институт в Терамо, консерватории в Реджио-Калабрии и Вибо-Валентии.
Член отдела музыкальной культуры в Центральной комиссии по музыке. Профессор на кафедре истории музыки в Университете для иностранцев имени Данте Алигьери.
Главный приглашенный дирижёр оркестра «Флорентийские солисты» (итал. Solisti Fiorentini), оркестров телерадиокомпаний в Милане и Флоренции. После ликвидации совета директоров избран экстраординарным комиссаром Городского театра Флоренции и Флорентийского музыкального фестиваля. Сотрудничал с Оперным театром имени Джованни Пьерлуиджи да Палестрина в Кальяри.
Основатель и художественный руководитель Международного фестиваля камерной оперы и вокальной музыки в замке Сан-Ничето близ города Реджо-Калабрия.

## Творческое наследие
Творческое наследие композитора включает оперу, ораторию и ряд инструментальных и вокальных сочинений.